# Colorismo
El colorismo (en inglés: colorism) o estratificación por tono de piel, es una discriminación que privilegia a las personas de un determinado tono de piel, generalmente el más claro, sobre otros. Es un subproducto del racismo.
La investigación ha encontrado amplia evidencia de discriminación basada en el color de la piel en la justicia penal, los negocios, la economía, la vivienda, la atención médica, los medios de comunicación y la política en los Estados Unidos y Europa. Los tonos de piel más claros se consideran preferibles en muchos países de África, Asia, América Latina y el Caribe.

## Definición
El colorismo es una forma de racismo o discriminación la cual se basa en la fenotipizacion de los individuos, esto quiere decir que es una discriminación basada en el aspecto físico de una persona, en este caso enfocado más en la parte del color de piel de una persona y los rasgos físicos de esta.
El colorismo supone que ciertos grupos de personas sean privilegiadas y otros grupos oprimidos en términos de ingresos, educación, matrimonio y consideración social. Grupos como las personas latinas o las personas de origen africano no solo sufren discriminación en lugares donde la población mayoritaria tiene un tono de piel más claro, sino también en países con un pasado colonial en donde, a pesar de que la población mayoritaria tiene piel oscura, la piel clara es vista como un símbolo de poder que una minoría posee.

El término en las ciencias sociales ha permitido analizar la jerarquización social inducida por la racialización. El historiador francés Pap Ndiaye se refiere al colorismo como un "subproducto chirriante del racismo":
Someter a los que tienen la piel oscura de la misma manera en que los blancos lo hacen, es una forma de aceptación de la jerarquía racial y, por lo tanto, de las relaciones de dominación que juegan en su detrimento.
Una explicación al colorismo reside en la transmisión de ventajas de una generación a otra, según Edward Franklin Frazier, los mestizos en Estados Unidos tenían una posición social relativamente privilegiada, la cual se perpetuaba de una generación a otra a través de la estrategia de los matrimonios endogámicos. Por lo que para Frazier sería "la presencia o ausencia de ancestros blancos es lo que determina por herencia las ventajas sociales relativas a los negros claros", enfocándose en el caso estadounidense en 1950.

## Historia del concepto
El término “colorismo” proveniente de las palabras racismo y color, el cual fue utilizado por primera vez por la escritora afroamericana Alice Walker en 1983. Ella con este término se refería a que, las personas entre más oscuro tenían su tono de piel, estaban sujetos a más discriminaciones y que entre más claro su tono fuera la persona seria más aceptada en su contexto social . 
Los estudios sobre el colorismo comenzaron con W.E.B. Du Bois a inicios del siglo XX en Estados Unidos, quien integraba la descripción de personas con una evaluación de las tonalidades de piel, lo cual consideraba importante para medir las posiciones sociales. Posteriormente Edward Franklin Frazier retoma la problemática en su libro La burguesía negra (en francés: Bourgeoisie noire) en 1955, en donde expone la existencia de cierto capital social y melánico en las élites negras en Estados Unidos, quienes frecuentemente tenían un color de piel más claro que las poblaciones negras más pobres.

## Colorismo en el mundo
Varios metanálisis encuentran amplia evidencia de discriminación étnica y racial en la contratación en los mercados laborales de América del Norte y Europa. Un metanálisis de 2016 de 738 pruebas de correspondencia en 43 estudios separados realizados en países de la OCDE entre 1990 y 2015 muestra que existe una amplia discriminación racial tanto en el proceso de contratación europeo como en el norteamericano. Los candidatos de minorías equivalentes deben enviar alrededor de un 50% más de solicitudes que los candidatos de mayorías para ser invitados a una entrevista.

## América Latina y el Caribe

### Colorismo en Brasil
Brasil tiene la mayor población mundial de afrodescendientes que viven fuera de África. Las personas con mezcla racial de piel más clara generalmente tienen tasas más altas de movilidad social. Hay un número desproporcionado de élites de ascendencia mayoritariamente europea que las de ascendencia africana visible. Hay grandes disparidades raciales de salud, educación e ingresos en Brasil. Un estudio reciente incluso encuentra que el color de la piel es un predictor más fuerte de la desigualdad social en Brasil que las categorías de "raza" (es decir, "color de raza" utilizadas en el censo brasileño); y destaca que el color de la piel percibido socialmente y la "raza" no son lo mismo. A pesar de que los marrones y los negros representan más del 50 por ciento de la población, representan menos del 25 por ciento de los políticos elegidos.
Un estudio de 2016, que utilizó a gemelos como control para las características del vecindario y la familia, encontró que el gemelo no blanco estaba en desventaja en el sistema educativo. Un estudio de 2015 sobre el sesgo racial en las evaluaciones de maestros en Brasil encontró que los maestros de matemáticas brasileños dieron mejores evaluaciones de calificaciones a los estudiantes blancos que a los estudiantes negros igualmente competentes y equivalentes de buen comportamiento.
Un documento de 2018 descubrió que las políticas discriminatorias de contratación y retención representaban el 6-8% de la brecha salarial racial general.

### Colorismo en Chile
Un estudio de 2016 encontró que los maestros chilenos tenían menos expectativas de sus estudiantes con piel oscura que sus estudiantes de piel clara (blancos).

### Colorismo en México
Un estudio de 2017 reveló una brecha del 45% en el logro educativo entre los mexicanos de piel más oscura y más clara, así como también detectó que la riqueza en el país se correlaciona de manera similar con el color de la piel.
En noviembre de 2018, la revista Demography publicó el artículo Skin Color and Social Mobility: Evidence From Mexico (en español: Color de la piel y movilidad social: evidencia desde México) de investigadores del Colegio de México, en este trabajo se detectó (a través de la Encuesta de Movilidad Social 2015) que las personas con piel clara en México tienen un promedio de 1.4 más años de escolaridad, así como 53% más de salario por hora que las personas con un color de piel más oscuro. Igualmente se demostró que las personas con piel clara cuentan con mayor movilidad social en el camino hacia la edad adulta, en comparación con quienes tienen un color de piel oscuro.
Una de las razones para explicar este fenómeno es que las personas con piel oscura son empleadas en trabajos menos cualificados, consecuencia de la discriminación con base en el color de piel, por lo que existen menores oportunidades para quienes no tienen un color de piel claro.
En México, los años de escolaridad decrecen en relación con una tonalidad de piel más oscura. Las personas en la categoría de "blancos" tienen un promedio de 11.5 años de escolaridad, mientras que las personas en la categoría marrón oscuro (dark brown en inglés) tienen 9 años de escolaridad en promedio. En cuestión al salario, el salario por hora para el grupo blanco es de 78 pesos mexicanos (9.20 dólares estadounidenses), mientras que para el grupo marrón oscuro es de 40 pesos mexicanos (4.90 dólares estadounidenses), lo que se traduce en un 49% de diferencia. Aumentando la especificidad, los promedios de salario por hora son de 37% (marrón claro), 38% (marrón medio), 54% (marrón) y 53% (marrón oscuro) menos que el registrado por los blancos. Las personas con color de piel claro (en el grupo blanco) mostraron mayor movilidad social independientemente del nivel de riqueza inicial en sus hogares.
El color de piel es una variable clave en la desigualdad social, la estratificación racial y la movilidad social intergeneracional en México, contrario a lo dicho por la ideología del mestizaje mexicano que sugiere que el color no tiene ningún efecto económico.